# Culebrasuchus
Culebrasuchus — вимерлий монотипний рід кайманових алігаторів, відомий з раннього до середнього міоцену (хемінгфорд) зони Панамського каналу в Панамі. Він містить один вид Culebrasuchus mesoamericanus..

## Опис
Як і сучасні каймани Culebrasuchus був невеликих розмірів. Інші каймани, які жили в той самий час у Південній Америці (включно з родами Mourasuchus і Purussaurus), були значно більші за Culebrasuchus. Особливості, спільні для Culebrasuchus та інших кайманових включають ніздрі, які відкриваються вгору (а не трохи вперед, як у алігаторів), і кістки, які не перекривають краї двох отворів у пластині черепа, які називаються надскроневими фенестрами. Подібно до живих кайманів, кулебразух має більш тупі зуби на задній частині щелепи, а зуби на верхній щелепі повністю перевищують зуби на нижній щелепі, коли рот закритий. Особливості Culebrasuchus, яких немає в інших кайманових включають відсутність виступів над очними западинами та великий отвір у нижній щелепі, який називається зовнішнім нижньощелепним вікном. Ці ознаки можуть бути плезіоморфними («примітивними») для алігаторид. У Culebrasuchus також більш пряма нижня щелепа, ніж у більшості інших алігаторових, у нього відсутні виступи на лобовій кістці між очними западинами, які є поширеними серед крокодилів, і четвертий зуб верхньої щелепи (а не третій, як у майже всіх інших алігаторів) найбільший у верхній щелепі.